# Hadselfjorden

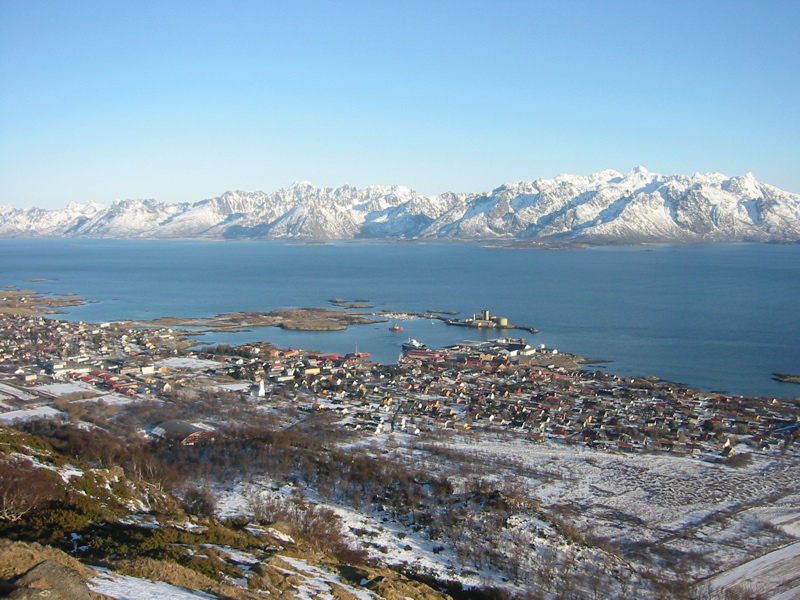
Hadselfjorden och Melbu.

Hadselfjorden är en fjord i ögruppen Vesterålen, i Hadsel kommun i Nordland fylke, Norge, mellan Hadseløya och Austvågøy. Fjorden går i nordost över i Sortlandssundet mellan Langøya och Hinnøya. Över fjorden går bilfärjeförbindelsen mellan Melbu och Fiskebøl på E10.